# Onthophagus humpatensis
Onthophagus humpatensis là một loài bọ cánh cứng trong họ Bọ hung (Scarabaeidae).